# 제임스 스미스슨
제임스 스미스슨(James Smithson FRS, c. 1765~1829년 6월 27일)은 영국의 화학자이자 광물학자이다. 그는 1700년대 후반에 왕립 학회를 위해 수많은 과학 논문을 발표했으며 칼라민(calamine)의 개발을 지원했으며 칼라민은 결국 그의 이름을 따서 "스미소나이트"로 이름이 변경되었다. 제임스 스미스슨은 자신의 이름을 딴 스미스소니언 협회의 창립 기부자이다.
프랑스 파리에서 엘리자베스 메이시(Elizabeth Hungerford Keate Macie)와 노썸벌랜드 1대 공작 휴 퍼시(Hugh Percy, 1st Duke of Northumberland)의 사생아로 출생하여  프랑스식인 Jacques-Louis Macie로 이름이 지어졌다. 그의 생년월일은 기록되지 않았고 정확한 출생지도 알려져 있지 않지만, 그의 출생 기록은 펜타몽 사원(Pentemont Abbey)에 있을 가능성이 있다. 출생 직후 그는 영국으로 귀화하여 그의 이름은 영국식의 James Louis Macie로 되었다. 어머니의 죽음 이후 1800년에 아버지의 원래 성인 스미스슨(Smithson)을 채택했다. 1782년에 옥스퍼드의 펌브로크 칼리지(Pembroke College)에서 수학하였고 1786년에 석사 학위를 받았다. 학생 시절 그는 스코틀랜드 지질 탐험에 참여했고 화학과 광물학을 공부했다. 송풍관 분석과 미니어처 작업 능력으로 높은 평가를 받은 스미스슨은 유럽 전역을 여행하며 많은 시간을 보냈다. 그는 일생 동안 약 27편의 논문을 발표했다.
스미스슨은 결혼하지 않아 자녀도 없었다. 따라서 유언장에서는 조카에게 재산을 물려주거나 또는 조카가 먼저 사망한 경우 조카의 가족에게 물려주었다. 그러나 그의 조카가 상속인 없이 사망할 경우 그의 재산은 "인간들 사이에서 지식의 증가와 확산을 위한 시설인 스미스소니언 협회를 워싱턴에서 설립하기 위해" 사용한다고 명시되어 있다. 그는 1829년 6월 27일 64세의 나이로 이탈리아 제노바에서 사망했다. 6년 후인 1835년에 그의 조카가 상속인 없이 사망하면서 미국에 대한 증여가 시작되었다. 이런 식으로 그는 미국을 방문한 적이 없음에도 워싱턴 DC에 있는 스미스소니언 협회의 후원자가 되었다.

## 어린 시절

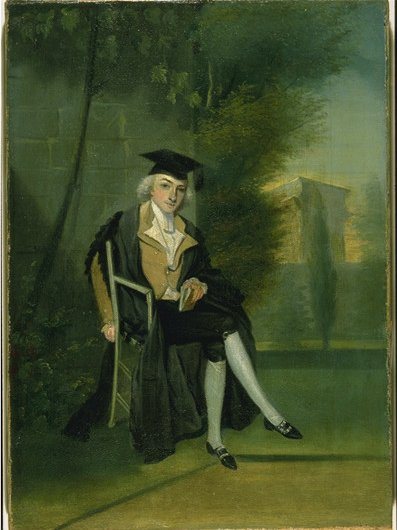
옥스퍼드 예복을 입은 젊은 제임스 루이스 메이시, by James Roberts, c. 1786년

제임스 스미스슨은 1765년 경에 제1대 노섬벌랜드 공작 휴 퍼시와 엘리자베스 헝거포드 키테 메이시에게 태어났다. 그의 어머니는 Weston, Bath에서 온 부자인 존 메이시(John Macie)의 미망인이었다. 사생아인 스미스슨은 파리에서 비밀리에 태어났고, 그 결과 그의 출생 이름은 프랑스어인 Jacques-Louis Macie(나중에 James Louis Macie로 변경됨)가 되었다. 1801년 그가 약 36세였을 때 다시 과부가 된 어머니가 사망하자, 그는 그의 성을 그의 생물학적 아버지의 원래 성인 스미스슨(Smithson)으로 변경했다. (남작 Hugh Smithson은 영국의 주요 지주 가문 중 하나인 Percy 가문의 남작부인이자 간접 상속녀인 Lady Elizabeth Seymour와 결혼하면서 그의 성을 Percy로 변경했다.)
제임스 스미스슨은 영국에서 교육을 받고 결국 귀화 했다. 그는 1782년에 옥스퍼드의 펨브로크 칼리지에 입학하여 1786년 MA 학위를 취득했다. 시인 조지 키이트(George Keate) 는 외가쪽으로 사촌의 아들 즉 조카이다.
Smithson은 유럽 전역을 여행하는 유목 생활을 했다. 학생 시절인 1784년에 그는 Barthélemy Faujas de Saint-Fond, William Thornton, Paolo Andreani 와 함께 스코틀랜드, 특히 헤브리디스 제도까지 지질 탐사에 참여했다. 그는 프랑스 혁명 동안 파리에 있었다. 1807년 8월 Smithson은 나폴레옹 전쟁 시기에 Tönning 에 있는 동안 전쟁 포로가 되었다. 그는 함부르크로 이적을 주선했는데 그곳에서 이제는 프랑스인에 의해 다시 수감되었다. 이듬해 Smithson은 Joseph Banks 경에게 편지를 보내 그의 영향력을 사용한 석방을 요청했다. Banks가 성공하여 Smithson은 영국으로 돌아 왔다. 그는 결혼도 하지 않았고 자녀도 갖지 않았다. 1766년에 그의 어머니는 그녀의 오빠가 죽을 때까지 살았던 Studley의 Hungerford 가족으로부터 유산을 물려받았다. 논란이 있지만 법적 의붓 아버지인 Dunstable의 John Marshe Dickinson(일명 Dickenson)은 1771년에 사망했다. 스미스슨의 부는 어머니의 재산을 그의 이복형인 Col. 헨리 루이스 디킨슨과 분할하면서 형성되었다.

## 과학적 업적

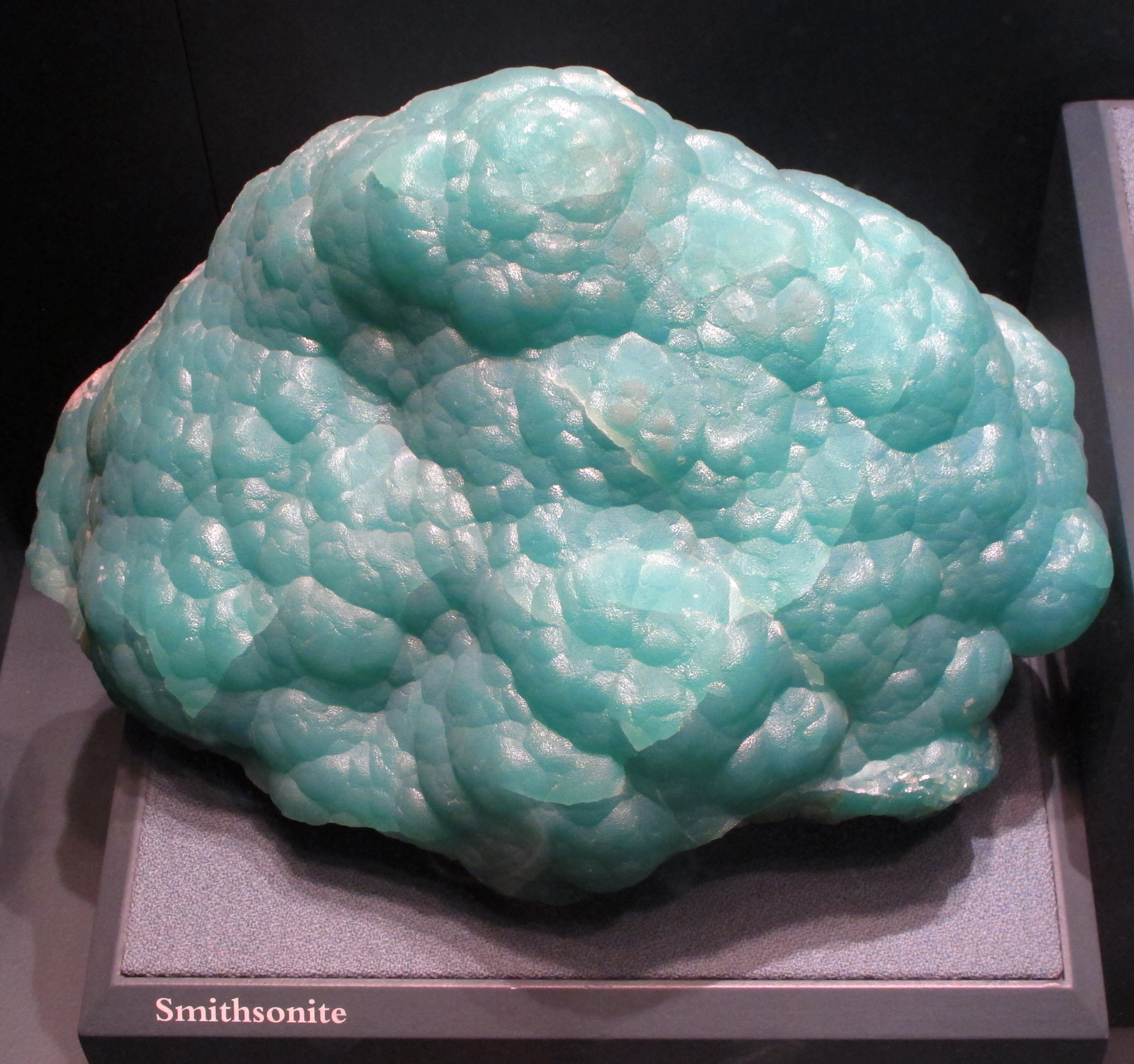
스미소나이트(Smithsonite)는 스미스슨의 이름을 따서 명명되었다.

Smithson의 연구 작업은 광범위하였다. 그는 커피 만들기에서 황동 제조를 위하여 나중에 smithsonite로 개명된 calamine을 사용하는 것에 이르기까지 다양한 주제를 연구했다. 그는 또한 인간의 눈물, 뱀독 및 기타 자연 현상의 화학 작용을 연구했다. Smithson은 27개의 논문을 발표하게 된다. 그는 헨리 캐번디시에 의해 런던 왕립 학회에 추천되었고 1787년 4월 26일에 회원(펠로우)가 되었다. 그는 과학자인 조지프 프리스틀리, 조지프 뱅크스, 앙투안 라부아지에, 리처드 커원과 교제와 연구를 하였다.
그의 첫 번째 논문은 1791년 7월 7일 왕립 학회에서 " 타바시어(tabasheer) 에 대한 일부 화학 실험에 대한 설명"으로 발표되었다. 타바시어는 인도 전통 의학에서 사용되는 물질이며 대나무 줄기 내부에서 수집한 재료에서 파생된다. Macie가 분석한 샘플은 인도의 내과의사인 Patrick Russell 이 보낸 것이다. 1802년에 그는 왕립 학회에서 "일부 칼라민에 대한 화학적 분석"이라는 두 번째 논문을 발표하였다. 그것은 《런던 왕립 학회 철학 교신》(Philosophical Transactions of the Royal Society of London)에 게재되었으며 그의 새 이름인 제임스 스미스슨이 문서화된 사례였다. 이 논문에서 그는 광물 칼라마인(calamine)이 아연의 산화물이라는 생각에 도전하였다. 그의 발견은 칼라마인을 "진정한 광물"로 만들었다. 그는 커크데일 동굴(Kirkdale Cave)를 탐험하고 조사했다. 1824년에 발표된 그의 발견은 동굴의 지층에 있는 화석이 대홍수에서 나온 것이라는 이전의 믿음에 성공적으로 도전했다. 그는 "실리케이트"라는 단어를 처음 사용한 것으로 알려져 있다. C. Hoare & Co에 있는 그의 은행 기록은 Apsley Pellatt 에서 파생된 광범위하고 정기적인 수입을 보여준다. 이는 Smithson이 Blackfriars 유리 제조업체와 강력한 재정적 또는 과학적 관계를 가지고 있었음을 시사하고 있다.

## 후기의 삶과 사망
1829년 6월 27일 이탈리아 제노아에서 사망하여 Sampierdarena가 내려다 보이는 개신교 공동 묘지에 묻혔다. 1826년에 작성된 유언장에서 그는 자신의 재산을 형의 아들인 조카 Henry James Dickenson에게 물려주었다. Dickenson은 상속을 받는 조건으로 그의 성을 Hungerford로 변경해야 했다. 유언장에서 스미스슨은 Henry James Hungerford 또는 Hungerford의 자녀가 그의 상속 재산을 받을 것이며 그의 조카가 생존해 있지 않고 재산을 받을 자녀가 없다면 스미소니언 협회라고 불리는 교육 기관을 설립하기 위해 미국에 기부할 것이라고 말했다.

Henry Hungerford는 1835년 6월 5일 미혼으로 자녀 없이 사망하여 미국이 수증자가 되었다. 스미스슨은 유언장에서 스미스소니안 협회의 사명을 다음과 같이 설명했다.
그리고 나는 나의 모든 재산을 . . 미국 위싱턴에 스미소니언 협회라는 이름으로 온 인류에게 지식의 증진과 확산을 위한 기관을 설립하기 위하여 기증한다.

## 유산과 스미소니언
그가 사망한 후에 Aaron Vail이 국무장관 John Forsyth에게 편지를 보내어 미국 정부는 유증에 대해 알게 되었다. 이 정보는 앤드루 잭슨 대통령에게 전달되어 다시 의회에 통지 하였다. 위원회가 조직되어 많은 논쟁 끝에 스미스소니언 협회가 입법에 의해 설립되었다. 1836년 잭슨 대통령은 전 재무장관인 Richard Rush를 대리인으로 영국에 보내어 Chancery Court에서 기금을 확보하도록 하였다. 1838년에 그는 성공하여 104,960개의 소버린 금화 (11개의 상자에 들어 있음)와 스미스소니언의 개인 물품, 과학 노트, 광물 및 도서관과 함께 돌아왔다. 금은 필라델피아의 재무부로 옮겨져 $508,318.46로 다시 발행되었다. Smithson의 최종 자금은 1864년 Smithson의 조카의 어머니인 Marie de la Batut로부터 받았는데, 마지막 액수는 총 $54,165.38이었다.
1847년 2월 24일 스미소니언의 창설을 감독한 위원회는 기관의 직인을 승인했다. Pierre Joseph Tiolier의 판화를 기반으로 한 직인은 Edward Stabler가 제조하고 Robert Dale Owen 이 디자인했다. Smithson의 논문과 광물 수집품은 1865년 화재로 소실되었지만 그의 수집품 213권은 Smithsonian에 그대로 남아 있다. 이사회는 James Roberts가 그린 옥스포드 대학 학생복을 입은 Smithson의 초상화를 획득했으며 현재 Smithsonian Castle의 지하실에 전시되어 있다. 1877년에 추가 초상화, 미니어처, 스미슨 유언의 원본 초안을 입수했는데, 이들은 현재 국립 초상화 미술관과 스미스소니언 문헌고(Smithsonian Institution Archives)에 각각 보존하고 있다. 추가 품목은 1878년 Smithson의 친척들로부터 획득했다.

그가 비록 과학계에서 상당한 명성을 쌓았고 그의 혈통을 자랑스럽게 여겼지만, 그의 출생 환경 때문에 사후의 명성에 대하여 열망을 가지게 된 것 같다. 그는 다음과 같이 썼다.
영국 최고의 피가 내 혈관에 흐른다. 아버지 쪽에서는 노섬벌랜드 사람이고 어머니 쪽에서는 왕과 친척이지만 이것은 나에게 소용이 없다. Northumberlands와 Percys의 칭호가 소멸되고 잊혀질 때 내 이름은 인간의 기억 속에 살아 있을 것이다.

### Smithson 유해의 워싱턴 이전

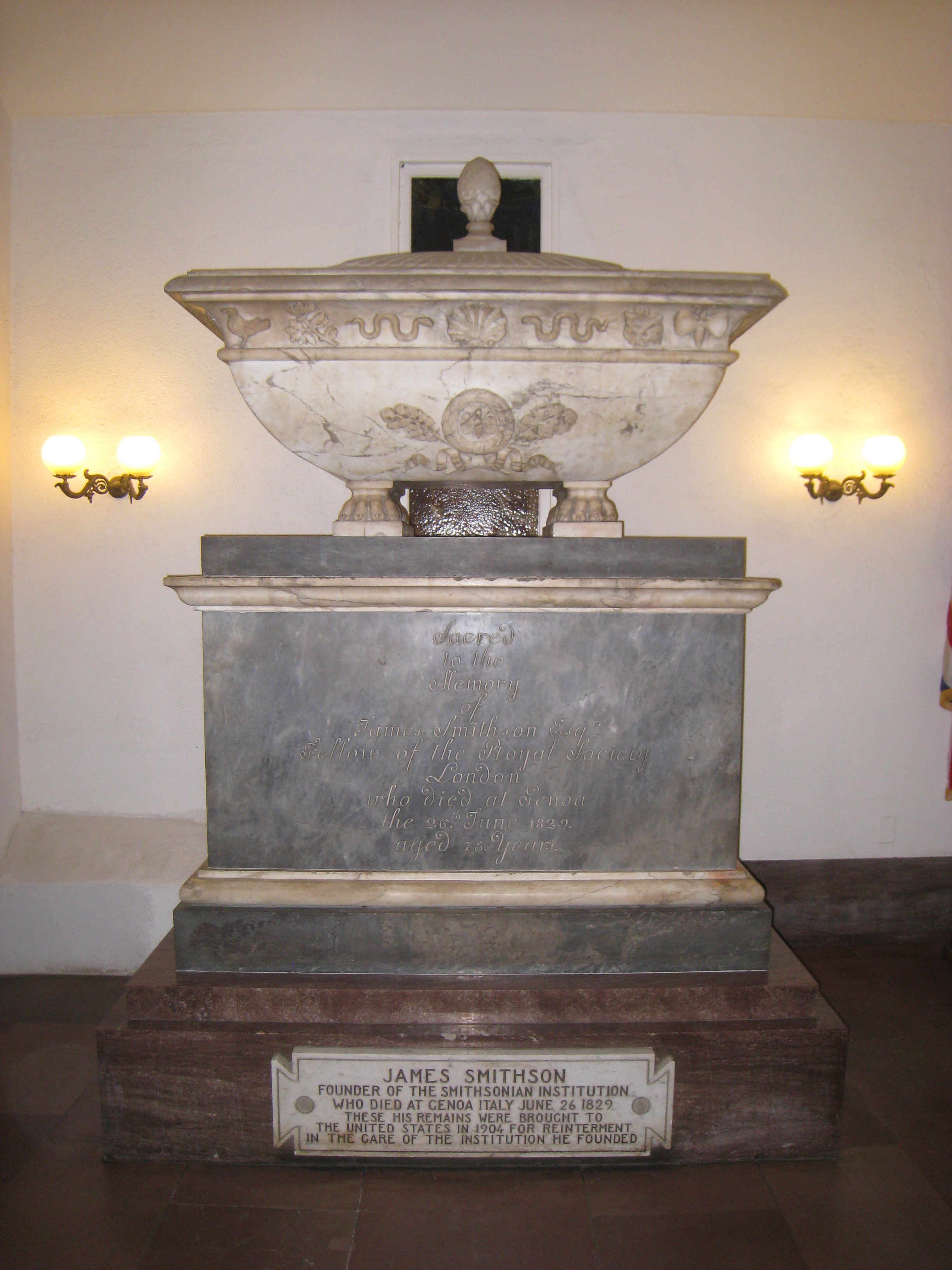
워싱턴의 Smithson 묘실(crypt)

Smithson은 이탈리아의 Sampierdarena에 묻혔다. 제노아 주재 미국 영사는 스미소니언 연구소에서 후원을 받아 묘지를 유지하도록 요청 받았다. 스미소니언 비서 사무엘 P. 랭리 (Samuel P. Langley)가 현장을 방문하여 유지 관리를 위해 추가 자금을 기부하고 무덤 부지를 위한 명판을 디자인하도록 요청했다. 3개의 플라크는 William Ordway Partridge 에 의해 만들어졌다. 하나는 묘지에, 두 번째는 제노아의 프로테스탄트 예배당에, 마지막 하나는 옥스퍼드의 펨브로크 대학에 기증되었다. 오늘날 명판 중 하나만 존재한다. 묘역의 명판을 도난당한 후 대리석 버전으로 대체되었다. 제2차 세계대전 중에 개신교 예배당이 파괴되고 명판이 약탈당했다. 결국 1963년에 복제본이 묘역에 배치되었다. 1905년 인근 채석장 확장을 위해 묘지를 이전할 예정이었다. 이에 대한 대책으로 당시 Smithsonian의 대리인(regent)이었던 알렉산더 그레엄 벨은 Smithson의 유해를 Smithsonian Institution Building 으로 옮길 것을 제안했다. 1903년 그와 그의 아내 Mabel Gardiner Hubbard 는 시신을 발굴하기 위해 제노아로 여행했다. 1904년 1월 7일 증기선이 유해와 함께 제노아를 출발하여 1월 20일 뉴저지 주 호보켄에 도착하였고, 워싱턴까지의 여정을 위하여 USS Dolphin (PG-24)로 환승하였다. 1월 25일 워싱턴 DC에서 의식이 열렸고 시신은 미국 기병대에 의해 성으로 호송되었다. 벨은 스미소니언 박물관에 유해를 인계하면서 "이제... 내 임무는 끝났고 미국의 위대한 후원자의 유해를 당신의 손에 넘긴다."라고 말했다. 그런 다음 관은 Smithson의 개인 수집품이 전시되어있는 이사회(Board of Regents)의 방에 안치되었다.

### 기념물

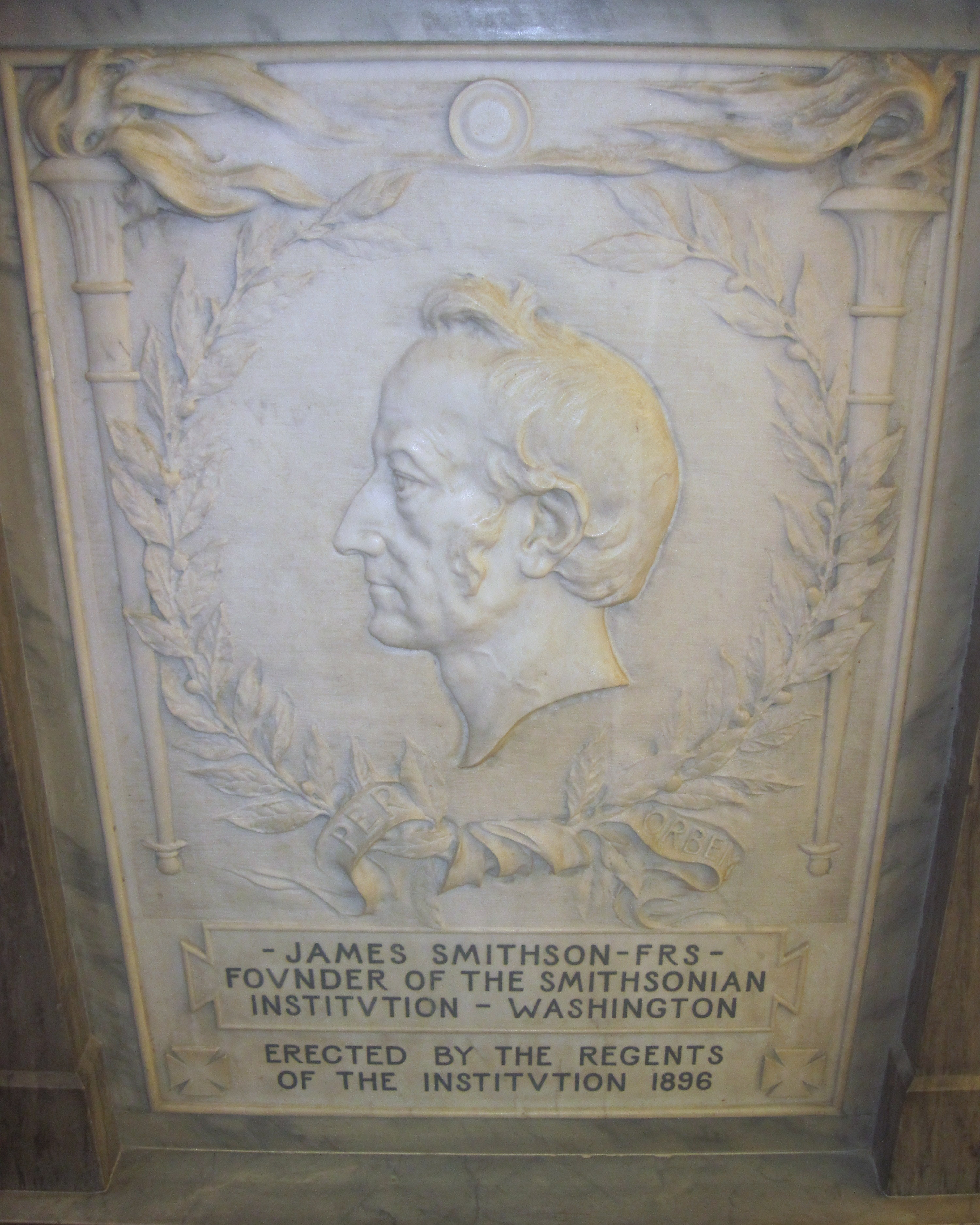
Smithsonian Institution Castle에 있는 Smithson의 묘비

Smithson의 유해가 도착한 후 이사회는 의회에 추모 자금을 지원할 것을 요청했다. 예술가와 건축가는 기념비에 대한 제안서를 작성하도록 요청 받았다. Augustus Saint-Gaudens, Louis Saint-Gaudens, Gutzon Borglum, Totten & Rogers, Henry Bacon 및 Hornblower & Marshall 은 제안서를 제출한 많은 예술가 및 건축 회사 중 일부였다. 제안은 링컨 기념관보다 더 큰 정교한 기념비적 무덤에서부터 스미소니언 성 바로 외부의 작은 기념관에 이르기까지 다양한 디자인이 있었다. 의회에서는 기념관에 자금을 지원하지 않기로 결정했다. 스미스소니언 협회에서 기념관에 자금을 지원해야 한다는 사실을 수용하기 위해 그들은 거츤 보글럼의 디자인을 사용했다. 이 디자인은 Smithsonian Castle의 남쪽 타워 방을 리모델링하여 4개의 코린토스 양식 기둥과 아치형 천장으로 둘러싸인 기념관을 수용할 것을 제안했다. 탑의 방 대신 북쪽 입구에 있는 작은 방(당시 관리인의 옷장)에는 이탈리아식 석관이 있었다.
1904년 12월 8일 이탈리아에서 온 16개의 상자에 담긴 이탈리아 묘실(crypt)이 배송되었다. 그것은 스미스슨 유해가 여행한 것과 같은 배를 타고 여행했다. 건축 회사 Hornblower & Marshall은 대리석 월계관과 신 고전주의 디자인을 포함하는 영안실 예배당을 설계했다. 스미스슨은 1905년 3월 6일에 매장되었다. 이사회의 방에 있던 그의 관은 지하실 아래 땅에 놓였다. 이 예배당은 의회가 더 큰 기념비를 승인할 때까지 그의 유해를 위한 임시 공간으로 사용되었다. 그러나 그런 일은 일어나지 않았으며 그의 유해는 오늘날에도 여전히 그곳에 있다.

## 추가 자료
제임스 스미스슨의 저작
- 일부 칼라민의 화학적 분석 . 1802.

제임스 스미스슨에 관한 저작
- 자선 명예의 전당, James Smithson 보관됨 2018-05-22 - 웨이백 머신

### 기사
- Bird Jr., William L., William L. Bird, Jr. "A Suggestion Concerning James Smithson's Concept of 'Increase and Diffusion.'" Technology and Culture Vol. 24 No. 2 (April 1983): 246–255.
- Burleigh, Nina (Summer 2012). “Digging Up James Smithson: Alexander Graham Bell traveled to Italy at the turn of the 20th century on an audacious mission to rescue the remains of the man whose legacy endowed the Smithsonian Institution”. 《American Heritage》 62 (2).
- CNN, “How a Mysterious Englishman's Fortune Founded the Smithsonian”. 2000년 5월 8일. 2008년 2월 26일에 원본 문서에서 보존된 문서. 2023년 1월 10일에 확인함.
- Larner, Jesse (2003년 12월 21일). “Foreign Motivations: How a Former President and an English Scientist Gave Us the Smithsonian (review of Nina Burleigh's The Stranger and the Statesman)”. 《San Francisco Chronicle》.

### 서적
- Bello, Mark; William Schulz; Madeleine Jacobs; Alvin Rosenfeld (eds.) (1993). 《The Smithsonian Institution, a World of Discovery : An Exploration of Behind-the-Scenes Research in the Arts, Sciences, and Humanities》. Washington, D.C.: Distributed by Smithsonian Institution Press for Smithsonian Office of Public Affairs. ISBN 1-56098-314-0.
- Bolton, Henry Carrington (1896). 《The Smithsonian Institution : Its Origin, Growth, and Activities》. New York, N.Y.
- Burleigh, Nina (2003). 《The Stranger and the Statesman : James Smithson, John Quincy Adams, and the Making of America's Greatest Museum, The Smithsonian》. New York, N.Y.: Morrow. ISBN 0-06-000241-7.
- Ewing, Heather (2007). 《The Lost World of James Smithson : Science, Revolution, and the Birth of the Smithsonian》. USA: Bloomsbury. ISBN 978-1-59691-029-4.
- Goode, George Brown, 편집. (1897). 《The Smithsonian Institution, 1846–1896 : The History of its First Half Century》. Washington, D.C. Reprinted as Goode, George Brown, 편집. (1980). 《The Smithsonian Institution, 1846–1896》. New York, N.Y.: Arno Press. ISBN 0-405-12584-4.
- Gurney, Gene (1964). 《The Smithsonian Institution, a Picture Story of its Buildings, Exhibits, and Activities》. New York, N.Y.: Crown.
- Hellman, Geoffrey T. (1966). 《The Smithsonian : octopus on the Mall》. Philadelphia; New York: J.B. Lippincott Company.
- Karp, Walter (1965). 《The Smithsonian Institution; an Establishment for the Increase & Diffusion of Knowledge among Men》. Washington, D.C.: Smithsonian Institution.
- Rhees, William Jones (comp. & ed.) (1901). 《The Smithsonian Institution : Documents Relative to its Origin and History, 1835–1889》. Washington, D.C.: G.P.O. Reprinted as Rhees, William Jones, 편집. (1980). 《The Smithsonian Institution, 1835–1899 (2 vols.)》. New York, N.Y.: Arno Press. ISBN 0-405-12583-6.